# Епархия Никозии
Епархия Никозии (лат. Dioecesis Nicosiensis o Herbitensis, итал. Diocesi di Nicosia) – епархия Римско-католической церкви, в составе митрополии Мессина-Липари-Санта-Лючия-дель-Мела, входящей в церковную область Сицилии. В настоящее время епархией управляет епископ Сальваторе Мураторе. Викарный епископ – Санто Антонио Прото.
Клир епархии включает 65 священников (61 епархиальных и 4 монашествующих священников), 7 диаконов, 12 монахов, 61 монахиню.
Адрес епархии: Largo Duomo, 10 - 94014 Nicosia (Enna) Italia.

## Территория
В юрисдикцию епархии входят 41 приход в 12 коммунах Сицилии: все в провинции Энна — Аджира, Ассоро с фракцией (селом) Сан-Джорджо, Катенануова, Чентурипе, Черами, Гальяно-Кастельферрато, Леонфорте, Никозия с фракцией (селом) Вилладоро, Ниссория, Регальбуто, Сперлинга и Тройна.
Кафедра епископа находится в городе Никозия в церкви Святого Николая.
Патроном епархии Никозии является Святой Николай из Бари. Также в епархии почитаются местные святые: Филипп из Агиры, Сильвестр из Тройны, Феликс из Никозии и Лука Казали из Никозии.

## История
Кафедра Никозии была основана буллой Superaddita diei Папы Пия VII 17 марта 1816 года на части территории архиепархии Мессина. Епархия появилась после обращения короля Фердинандо I Бурбона к понтифику с просьбой увеличить число епархий на Сицилии для укрепления благочестия среди местных жителей.
При епископе Агостино Феличе Адде епархиальным священникам был представлен новый Кодекс канонического права.
На 25 мая 1844 года приходы в Марианополи и Резуттано отошли к епархии Кальтаниссетты.
В древнем городе Тройна на территории епархии краткое время (с 1087 по 1090 год) существовала кафедра епископа.

## Ординарии епархии
- Гаэтано Мария Аварна (26.6.1818 — 1841);
- Розарио Винченцо Бенца (25.7.1844 — 1847);
- Камилло Милана (17.2.1851 — 1858);
- Мелькьорре Ло Пикколо (23.12.1858 — 1881);
- Бернардо Коццукли (18.11.1881 — 1903);
- Фердинандо Фьяндака (22.6.1903 — 10.4.1912) — назначен епископом Патти;
- Агостино Феличе Аддео (15.5.1913 — 1.7.1942) — августинец;
- Пио Джардина (8.8.1942 — 18.2.1953);
- Клементе Гадди (24.6.1953 — 21.7.1962) — назначен архиепископом Сиракуз;
- Костантино Трапани (4.10.1962 — 29.10.1976) — францисканец, назначен епископом Мадзара дель Валла;
- Сальваторе Ди Сальво (20.12.1976 — 9.4.1984);
- Пио Витторио Виго (7.3.1985 — 24.5.1997) — назначен архиепископом Монреале;
- Сальваторе Паппалардо (5.2.1998 — 12.9.2008) — назначен архиепископом Сиракуз;
- Сальваторе Мураторе (с 22 января 2009 года — по настоящее время).

## Статистика
На конец 2004 года из 81 500 человек, проживающих на территории епархии, католиками являлись 81 250 человек, что соответствует 99,7% от общего числа населения епархии.
| год  | население | население | население | священники | священники        | священники         | священники                           | постоянные диаконы | монахи  | монахи  | приходы |
| год  | католики  | всего     | %         | всего      | белое духовенство | черное духовенство | число католиков на одного священника | постоянные диаконы | мужчины | женщины | приходы |
| ---- | --------- | --------- | --------- | ---------- | ----------------- | ------------------ | ------------------------------------ | ------------------ | ------- | ------- | ------- |
| 1950 | 117.600   | 120.000   | 98,0      | 117        | 104               | 13                 | 1.005                                |                    | 20      | 110     | 30      |
| 1969 | 97.056    | 97.295    | 99,8      | 94         | 86                | 8                  | 1.032                                |                    | 11      | 134     | 35      |
| 1980 | 107.300   | 107.900   | 99,4      | 89         | 81                | 8                  | 1.205                                |                    | 10      | 106     | 40      |
| 1990 | 85.000    | 88.000    | 96,6      | 76         | 70                | 6                  | 1.118                                |                    | 12      | 109     | 41      |
| 1999 | 83.500    | 84.135    | 99,2      | 65         | 60                | 5                  | 1.284                                |                    | 18      | 85      | 41      |
| 2000 | 83.200    | 83.635    | 99,5      | 67         | 64                | 3                  | 1.241                                |                    | 15      | 81      | 41      |
| 2001 | 83.675    | 84.128    | 99,5      | 69         | 65                | 4                  | 1.212                                |                    | 10      | 71      | 40      |
| 2002 | 81.650    | 82.270    | 99,2      | 70         | 66                | 4                  | 1.166                                |                    | 9       | 67      | 40      |
| 2003 | 81.300    | 81.612    | 99,6      | 65         | 61                | 4                  | 1.250                                |                    | 9       | 52      | 40      |
| 2004 | 81.250    | 81.500    | 99,7      | 66         | 62                | 4                  | 1.231                                |                    | 12      | 61      | 40      |